# Глава Республіки Бурятія
Глава Бурятії (з 1994 по 2012 рік — Президент Бурятії) (бур. Буряад Уласай Толгойлогшо) — вища державна посада в Республіці Бурятія. Запроваджено у 1994 році після припинення діяльності Верховної Ради Республіки Бурятія. Обирається на п'ять років.

## Повноваження
Глава Республіки Бурятія:
- формує та очолює Уряд Республіки Бурятія;
- здійснює внутрішню політику Республіки Бурятія, і навіть зовнішньоекономічну діяльність;
- наділяє повноваженнями представника до Ради Федерації від Уряду Республіки;
- представляє на розгляд Народного Хуралу кандидатури на посади Голови та суддів Конституційного Суду Республіки Бурятія;
- виступає із щорічними Посланнями до народу Бурятії та Народного Хуралу Республіки Бурятія;
- зупиняє дію нормативних та законодавчих актів Республіки Бурятія, що суперечать Конституції Російської Федерації;
- забезпечує координацію діяльності державних органів виконавчої Республіки Бурятія з іншими державними органами Республіки Бурятія;
- забезпечує взаємодію представників Глави Республіки Бурятія та Уряду Республіки Бурятія в іноземних державах;
- приймає рішення про дострокове припинення діяльності Народного Хуралу та призначення позачергових виборів до парламенту Республіки;
- представляє систему органів виконавчої Республіки Бурятія;
- відмовляє з посади глав муніципальних утворень Республіки Бурятія;
- нагороджує державними нагородами та почесними званнями Республіки Бурятія, представляє до нагородження державними нагородами та почесними званнями Російської Федерації;
- затверджує структуру системи виконавчих органів державної влади Республіки Бурятія відповідно до Конституції Республіки Бурятія.

26 квітня 2011 року Народний Хурал (парламент) Бурятії вніс зміни до Конституції Республіки, перейменувавши найвищу посаду Президента на Главу Республіки.

## Список керівників Республіки Бурятія

Руководители Республики Бурятия
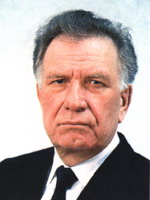
Потапов Леонід Васильович
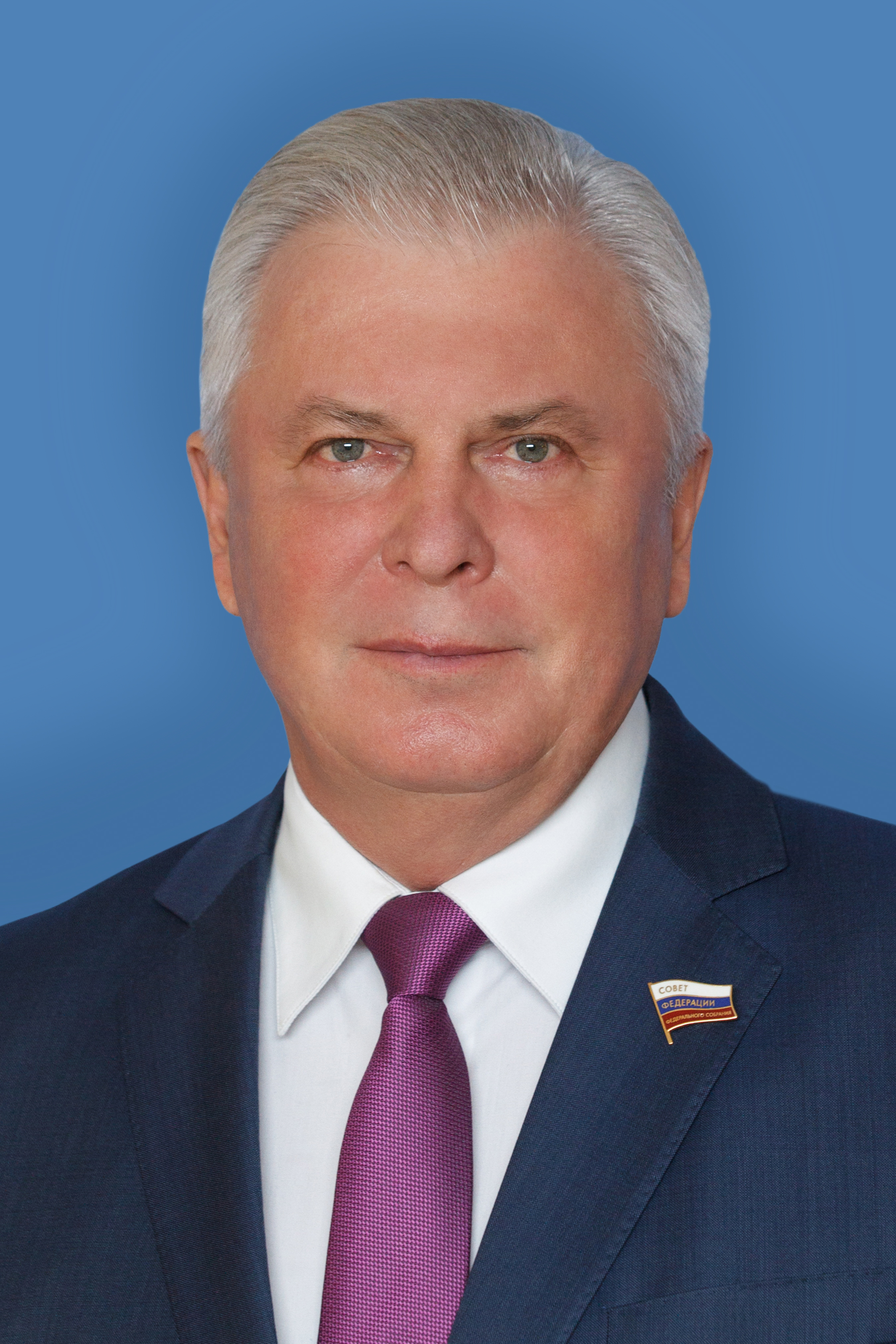
Наговіцин В'ячеслав Володимирович
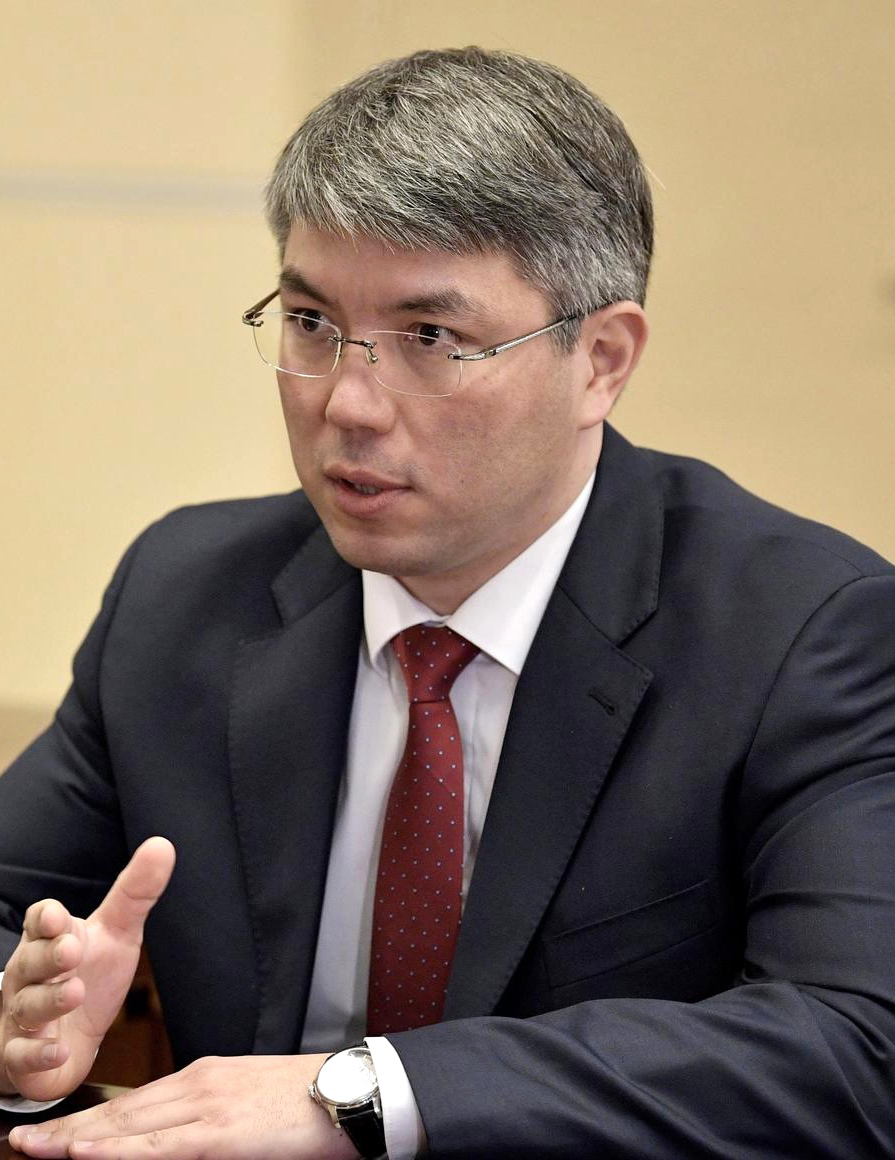
Циденов Олексій Самбуєвич

| N                             | Керівник                          | Перебування на посаді | Перебування на посаді |
| N                             | Керівник                          | Початок керівництва   | Кінець керівництва    |
| Президенти Республіки Бурятія |                                   |                       |                       |
| 1                             | Леонід Васильович Потапов         | 8 липня 1994          | 10 липня 2007         |
| 2                             | В'ячеслав Володимирович Наговіцин | 10 липня 2007         | 11 травня 2012        |
| Глави Республіки Бурятія      |                                   |                       |                       |
| 2                             | В'ячеслав Володимирович Наговіцин | 12 травня 2012        | 7 лютого 2017         |
| -                             | Олексій Самбуєвич Циденов (тво)   | 7 лютого 2017         | 10 вересня 2017       |
| 3                             | Олексій Самбуєвич Циденов         | 11 вересня 2017       | теперішній час        |